# Sean Hickey
Sean Hickey (* 1970 in Detroit) ist ein US-amerikanischer Komponist.
Hickey begann im Alter von zwölf Jahren elektrische Gitarre zu spielen und studierte Jazzgitarre an der Oakland University. Es folgte ein Studium der Musiktheorie und Komposition an der Wayne State University bei James Hartway und James Lentini. In New York setzte er seine Ausbildung bei Leslie Bassett, Justin Dello Joio und Gloria Coates fort. Er ist Composer in Residence des New Yorker Metro Chamber Orchestra.
Er war 2001/02 Halbfinalist des Auros-Kompositionswettbewerbs, erhielt Preise des New York Department of Cultural Affairs und des American Music Center und acht Auszeichnungen der ASCAP. Er erhielt Kompositionsaufträge von Musikern wie dem Cellisten Dmitry Kouzov, der Pianistin Xiayin Wang, dem Klarinettisten David Gould, dem Geiger Ilya Gringolts, dem Flötisten Stefan Hoskuldsson, dem Mandolinisten Avi Avital und den Ensembles Ars Futura und Pearls Before Swine.

## Werke
- Le Visage de Vence für Flöte und Klavier, 2011
- B-flat für Klarinette, 2011
- Reckoning (Dedicated to the memory of Peter Moss) für Klavier, 2011
- Foolscap für Cello und Klavier, 2011
- Unintended Consequences für Flöte, Violine, Cello und Klavier, 2010
- Feeling Gravity's Pull für Oboe, 2010
- Mandolin Concerto für Mandoline, zehn Bläser, Perkussion und Kontrabass, 2010
- Sinfonietta für Instrumentalensemble, 2010
- Cello Concerto für Cello und Streicher, 2008
- In Memoriam Kurt Vonnegut für Klavier, 2007
- Pied a Terre für Flöte, Viola und Harfe, 2007
- Concerto for Clarinet & String Quartet, 2006
- Ampersand für Violine und Klavier, 2006
- Horse's Mouth für Trompete, Horn und Posaune, 2006
- Clarinet Concerto für Klarinette und Kammerorchester, 2006
- Avatar für Violine, Klarinette und Klavier, 2005
- Granfalloon für Fagott und Klavier, 2004
- Fool's Errand für Klarinette und Klavier, 2004
- Fluff für Flöte, 2004
- What the Fisherwoman Saw für Klavier, 2004
- To the Wars für Sopran, Klarinette und Cello, 2004
- Portage III für Klavier, 2003
- Funny Papers für Akkordeon und Klavier, 2003
- Pair of Pants für Flöte und Klarinette, 2003
- Left at the Fork in the Road für Flöte, Klarinette und Fagott, 2003
- Dalliance für Orchester, 2003
- Sagesse für Instrumentalensemble, Mezzosopran und Tenor, 2003
- A Mind of Winter für gemischten Chor, 2003
- Hill Music: A Breton Ramble für Klavier, 2002
- Archipelago für Klavier, 2002
- Ostinato Grosso für Klavier, 2002
- Beara für Cello, 2001
- Birds of Barclay Street für Klavier, 2001
- Tango Grotesco für Gitarre, 2001
- Nocturne für Mezzosopran und Klavier, 2001
- Portage IV für Klarinette, 2000
- Scree für Klavier, 2000
- Dolmen – for solo piano, 1999
- Portage II für Klarinette, 1999
- Runes and Alphabets für Flöte, Trompete, Marimba, Xylophon und Perkussion, 1998
- Portage of Paz für Flöte und Gitarre, 1997
- String Quartet, 1996
- Second String Trio, 1996
- Two Epigrams für Fagott, 1995
- Symphony for Strings, 1995
- Suite After Milhaud für Klavier, 1994
- Flute Sonata für Flöte und Klavier, 1994
- String Trio, 1994
- Night Café für Klavier, 1993
- Song für Klavier, 1993
- Under the Trees The River Laughing für Klavier, 1993
- Magnificat für gemischten Chor und Orgel, 1993
- Paradise Out of Focus für Flöte, Oboe, Klarinette, Horn und Fagott, 1992